# Doumbari
Doumbari ist ein Dorf in der Landgemeinde Malawa in Niger.

## Geographie
Das Dorf liegt rund 20 Kilometer nordöstlich des Hauptorts Malawa der gleichnamigen Landgemeinde, die zum Departement Dungass in der Region Zinder gehört. Zu den Siedlungen in der näheren Umgebung von Doumbari zählen Bouzoun Kaza im Nordosten und Doungouzourou im Südosten.
Doumbari ist Teil der Übergangszone zwischen Sahel und Sudan. Die durchschnittliche jährliche Niederschlagsmenge beträgt hier zwischen 400 und 500 mm.

## Bevölkerung
Bei der Volkszählung 2012 hatte Doumbari 351 Einwohner, die in 60 Haushalten lebten. Bei der Volkszählung 2001 betrug die Einwohnerzahl 102 in 18 Haushalten.
Die Bevölkerungsdichte in diesem Gebiet ist mit über 100 Einwohnern je Quadratkilometer hoch.

## Wirtschaft und Infrastruktur
Das Gebiet der Ebenen im Süden der Region Zinder, in dem Doumbari liegt, ist von einer anhaltenden Degradation der ackerbaulichen Flächen gekennzeichnet, die mit der hohen Bevölkerungsdichte in Zusammenhang steht. Im Dorf wird ein Wochenmarkt abgehalten. Der Markttag ist Montag. Es gibt eine Schule.